# 托舍夫將軍市鎮
托舍夫將軍市镇，是保加利亞的市鎮，位於該國東北部，由多布里奇州負責管轄，行政中心为托舍夫將軍村，面積982平方公里，2009年人口16,714，人口密度每平方公里17.02人。